# Élections législatives de 1993 dans la 13e circonscription du Nord
Les élections législatives françaises de 1993 dans la 13e circonscription du Nord se déroulent les 21 et 28 mars 1993.

## Circonscription
La 13e circonscription du Nord était composé en 1993 des cantons de Coudekerque-Branche, Dunkerque-Est (moins les communes de Bray-Dunes et Zuydcoote) et du canton de Dunkerque-Ouest (partie non comprise dans la Douzième circonscription du Nord).

## Contexte
La circonscription est tenue par André Delattre, maire socialiste de Coudekerque-Branche devenue député à la suite de la nomination de Michel Delebarre au gouvernement le 29 juillet 1988. Face à lui, Emmanuel Dewees, conseiller général du canton de Coudekerque-Branche sous l'étiquette RPR, Claude Prouvoyeur ancien maire de Dunkerque CNI, Bertrand Meurisse pour le Front national, les candidatures écologistes Dominique Martin-Ferrari et Georgette Delannoy, le communiste José Kiecken, adjoint au maire de Dunkerque, et Marcel Fossaert pour la LCR.

## Résultats[1]
- Député sortant : André Delattre (PS)

| Candidat         | Candidat                 | Parti                    | Premier tour | Premier tour | Second tour | Second tour |
| Candidat         | Candidat                 | Parti                    | Voix         | %            | Voix        | %           |
| ---------------- | ------------------------ | ------------------------ | ------------ | ------------ | ----------- | ----------- |
|                  | André Delattre*          | PS                       | 9 952        | 23,48        | 16 422      | 40,00       |
|                  | Emmanuel Dewees          | RPR                      | 13 217       | 31,18        | 24 638      | 60,00       |
|                  | Claude Prouvoyeur        | DVD                      | 6 961        | 16,42        |             |             |
|                  | Bertrand Meurisse        | FN                       | 4 719        | 11,13        |             |             |
|                  | Dominique Martin-Ferrari | Génération écologie      | 3 101        | 7,32         |             |             |
|                  | José Kiecken             | PCF                      | 2 141        | 5,05         |             |             |
|                  | Georgette Delannoy       | Les nouveaux écologistes | 1 711        | 4,04         |             |             |
|                  | Marcel Fossaert          | LCR                      | 583          | 1,38         |             |             |
|                  |                          |                          |              |              |             |             |
| Inscrits         | Inscrits                 | Inscrits                 | 63 143       | 100,00       | 63 143      | 100,00      |
| Abstentions      | Abstentions              | Abstentions              | 18 419       | 29,17        | 18 731      | 29,68       |
| Votants          | Votants                  | Votants                  | 44 724       | 70,83        | 44 412      | 70,34       |
| Blancs et nuls   | Blancs et nuls           | Blancs et nuls           | 2 339        | 5,23         | 3 352       | 7,55        |
| Exprimés         | Exprimés                 | Exprimés                 | 42 385       | 94,77        | 41 060      | 92,45       |
| * député sortant |                          |                          |              |              |             |             |